# Andō Sadayoshi
Andō Sadayoshi est un nom japonais traditionnel ; le nom de famille (ou le nom d'école), Andō, précède donc le prénom (ou le nom d'artiste).
Le baron Andō Sadayoshi (安東貞美) (21 septembre 1853 - 29 août 1932), aussi connu sous le nom de Andō Teibi, est un général de l'armée impériale japonaise qui fut gouverneur général de Taïwan du 1er mai 1915 au 6 juin 1918

## Biographie
Andō est né à Iida dans la province de Shinano (actuelle préfecture de Nagano). Issu d'une famille samouraï, son père est au service du domaine de Matsumoto.
Andō entre à l'Osaka Rikugun Hei-gakko (ancêtre de l'académie de l'armée impériale japonaise) en 1871 et est nommé dans l'infanterie en juin 1872. Promu lieutenant en novembre 1874, il est blessé au combat au cours de la répression de la rébellion de Satsuma après laquelle il est promu capitaine en mai 1877. Il entre à l'école militaire impériale du Japon et est promu major en février 1883, restant dans la 2e division.
Andō gravit les échelons rapidement, il est promu lieutenant-colonel en avril 1891, puis colonel le 1er décembre 1894. Il sert comme commandant de l'académie de l'armée impériale japonaise et de l'école militaire impériale. Il est promu général de brigade quand la 2e brigade est assignée à Taïwan le 1er octobre 1898.
Andō participe plus tard à la guerre russo-japonaise. Il est promu général de division et reçoit le commandement de la 10e division le 15 janvier 1905. Il combat lors de la décisive bataille de Moukden.
Le 2 décembre 1908, Andō reçoit le titre de baron (danshaku) selon le système de noblesse kazoku. En 1911, il est transféré à la tête de la 12e division, et en 1913, il devient commandant de l'armée japonaise de Corée.
Le 1er mai 1915, il remplace le général Sakuma Samata comme gouverneur général de Taïwan et le demeure jusqu'en juin 1918. Le soulèvement de Tapani (en), une grande insurrection contre la domination japonaise, se passe durant son mandat. Il travaille d'autre part à développer les ressources forestières des montagnes Taiping (en) et Pa-hsien (en), et fait aussi construire les lignes ferroviaires Yilan (en) et Pingtung (en). Il entre dans la réserve en août 1918 et se retire de l'armée en avril 1923.
Andō reçoit l'ordre du Soleil levant (1re classe) à titre posthume.